# 一千兆円の身代金
『一千兆円の身代金』（いっせんちょうえんのみのしろきん）は、八木圭一による日本のミステリー小説。
第12回『このミステリーがすごい!』大賞の大賞受賞作。梶永正史の『警視庁捜査二課・郷間彩香 特命指揮官』との大賞ダブル受賞となった。応募時のタイトルは「ボクが9歳で革命家になった理由」。
2015年秋、フジテレビにてドラマ化された。

## あらすじ
元副総理の孫が誘拐され、犯人が日本政府につきつけた要求は、日本の財政赤字と同額の1085兆円の身代金、もしくは巨額の財政赤字を招いた責任を公式に謝罪し、すぐに、具体的な再建案を示すことであった。

## テレビドラマ
2015年10月17日（土曜日）21:15 - 23:25にフジテレビ系「土曜プレミアム」で放送。

### ストーリー
元副総理・国武義和の孫娘・真由が誘拐され、犯人が日本政府につきつけた要求は、日本の財政赤字と同額の1085兆円の身代金、もしくは巨額の財政赤字を招いた責任を公式に謝罪し、すぐに具体的な再建案を示すことであった。悪質な政治犯だとにらんだ警察では刑事部捜査第一課特殊犯捜査係、通称SITの片岡たちが動き始める。警察が報道規制を敷いたことを察知したナオトは、自ら「革命係」と称した犯行声明文をネット上にアップし、一般人に知れ渡るように仕掛ける。
片岡班のメンバー敦子はうっかりマスコミに顔をさらしてしまい上層部が激怒、片岡班は捜査の本流から外されることになる。大学生の大谷哲平が「怪しい男を知っている」「嘆願ブログ」というブログを作っていたと警察で顔バレした敦子を指名して通報する。ナオトは政府や国武が全く動きを見せないことにいらだち始め、真由を使って次なる手段に出る。義和が母親の由美を叱責している隠し撮りの動画を流し、世間の母親に対する同情と義和への反発を招く。また真由に心労から倒れた由美への手紙を書かせるが、病院の帰り道に倒れてしまう。その時、若い警官・石崎学が相手を知らずに助けてくれ、警察にもやさしい人間がいることを実感する。ナオトの父親が義和の政策によって自殺に追い込まれたこと、ナオト自身が不治の病にかかっていることが分かってくる。その後、真由から警察向け以外に書かれた母に対する決別の手紙を読んで後悔した由美が退院して義和を糾弾し、真由が帰ってくることをひたすら願う姿が報道される。
片岡たちは橋本沙織がナオトと知り合いで、真由の父親である医者の雄一と不倫関係にあった看護師だったことを突き止め、ナオトと沙織と真由が一緒に食事をしている画像を手に入れる。真由は被害者でないどころかナオトの共犯であり、この計画の発端は学校の授業で日本経済の破綻ぶりを教えられた子どもたちが義和の孫である真由をいじめ始めたからであるということが分かってくる。誘拐も真由自身が依頼し、ナオトと二人で海外に逃亡しようという計画だった。
ナオトは計画を変更し、真由を解放して母と向き合うよう言い聞かせ登校させる。真由は警察に犯人の顔は見ていないと言い張る。しかし、一人で海外逃亡するはずのナオトは義和との取引の場に現れ、マスコミ中継と警察の包囲の中、日本社会を破綻させた政治への糾弾をし、若者たちに行動を促し人々の胸を打つ。ナオトは片岡の説得を受けるが、自殺を遂げる。
事件が片付いて敦子の異動する日、入れ替わりに捜査一課へ異動したのは石崎であった。片岡はナオトの言葉に思いを馳せ、石崎のような人間が世の中を変えてゆくことに希望を感じ、物語は終了する。

### キャスト
- 伊藤直哉（ナオト）〈35〉 - 香取慎吾[3]
- 篠田真由〈10〉 - 本田望結
- 今村敦子〈26〉 - 仲里依紗
- 篠田由美〈40〉 - 木村多江
- 藤井一捜査一課長〈55〉 - 浅野和之
- 篠田雄一〈42〉 - 前川泰之
- 宮坂管理官〈45〉 - 宮川一朗太
- 小田切刑事〈30〉 - 遠藤雄弥
- 橋本沙織〈30〉 - MEGUMI
- 大谷哲平〈20〉 - 高田翔
- 国武義和〈68〉 - 山田明郷
- 片岡晋太郎〈50〉 - 杉本哲太
- 早坂教雄 - 坂本充広
- 中川遙 - 平田薫
- 石崎学 - 北山宏光
- 元麻布小学校長 - 松下哲哉
- 劇中『とくダネ!』出演者 - 小倉智昭、菊川怜、古市憲寿

### スタッフ
- 脚本 - 龍居由佳里、小峯裕之
- 演出 - 河野圭太
- 選曲 - 志田博英
- 警察監修 - 伊藤鋼一
- 編成企画 - 加藤達也
- プロデュース - 栗原美和子、小林宙
- 制作 - フジテレビ
- 制作著作 - 共同テレビ

| フジテレビ系列 土曜プレミアム                     | フジテレビ系列 土曜プレミアム       | フジテレビ系列 土曜プレミアム                    |
| 前番組                                            | 番組名                              | 次番組                                           |
| ------------------------------------------------- | ----------------------------------- | ------------------------------------------------ |
| なるほど!ザ・ワールド 2015年秋 （2015年10月10日） | 一千兆円の身代金 （2015年10月17日） | ステキな金縛り ※21:00 - 23:45 （2015年10月24日） |